# Källeryds distrikt
Källeryds distrikt är ett distrikt i Gnosjö kommun och Jönköpings län. Distriktet ligger omkring Nissafors i västra Småland.

## Tidigare administrativ tillhörighet
Distriktet inrättades 2016 och utgörs av socknen Källeryd i Gnosjö kommun.
Området motsvarar den omfattning Källeryds församling hade vid årsskiftet 1999/2000.

## Tätorter och småorter
I Källeryds distrikt finns en tätort men inga småorter.

### Tätorter
- Nissafors